# Gejus van der Meulen
Ageaus Yme „Gejus“ van der Meulen (23. ledna 1903 – 10. července 1972) byl nizozemský fotbalový brankář. Byl jedním z nejpopulárnějších nizozemských sportovců 20.–30. let 20. století, ale na konci 40. let upadl v nemilost veřejnosti kvůli spolupráci s nacistickým Německem.

## Biografie
Odehrál 54 zápasů za nizozemskou fotbalovou reprezentaci, což byl nizozemský rekord v počtu zápasů brankáře za reprezentaci od 3. března 1928 (kdy v počtu zápasů vyrovnal Just Göbela) až do 21. června 1990 (kdy ho překonal Hans van Breukelen). Za reprezentaci debutoval dne 27. dubna 1924 proti Belgii. Hrál na Mistrovství světa ve fotbale 1934, kde Nizozemsko vypadlo v prvním kole proti Švýcarsku. Zúčastnil se také dvou olympijských her, v letech 1924 a 1928.
Van der Meulen byl v Nizozemsku velmi populární. Existují záběry slavnostního ceremoniálu ze dne 5. března 1933, kdy odehrál svůj 50. zápas za reprezentaci.
Po konci kariéry si otevřel dětskou kliniku v Haarlemu. Připojil se k národně socialistickému hnutí v Nizozemsku a otevřeně podporoval Hitlerovy zákony o povinné sterilizaci. Po německé invazi vstoupil do SS a od roku 1942 sloužil na východní frontě. Byl zatčen čtyři dny po osvobození Nizozemska a v červnu 1947 s ním proběhl soud. Neprojevil žádnou lítost a uvedl, že když vstoupil do SS, nevěděl, že Nizozemsko je ve válce s Německem. Byl odsouzen k osmi letům vězení. V srpnu 1949 byl omilostněn a otevřel si novou lékařskou kliniku. Setkal se však s odmítavým postojem veřejnosti a jeho jedinými klienty byli bývalí nacisté.